# Ла Гуардия, Фьорелло
Фьоре́лло Ге́нри Ла Гуа́рдия, Фиорелло Ла Гуардиа, Ла Гардиа (итал. и англ. Fiorello Henry La Guardia, 11 декабря 1882 — 20 сентября 1947) — американский политик, мэр Нью-Йорка в течение трёх каденций с 1934 по 1945 г. Был прозван «Цветочком» (англ. the Little Flower) по буквальному переводу его имени и, возможно, из-за невысокого роста. Будучи республиканцем, представлял либеральное крыло партии, был сторонником прогрессивизма и «нового курса» Рузвельта. Возглавлял Нью-Йорк в годы восстановления от Великой депрессии, стал популярным мэром и деятелем национального масштаба, руководя при президенте Рузвельте ведомством гражданской обороны после вступления США во Вторую мировую войну.

## Биография
Родился в Бронксе в семье итальянца-католика Ахилла Ла Гуардиа, родом из Чериньолы, и итальянки еврейского происхождения из Триеста Ирен Коэн Луццато; воспитывался в епископальной традиции. В его детстве среднее имя было изменено с Энрико (итал. Enrico) на Генри. Юность провёл в Венгрии и Италии, работал в консульствах США в Будапеште, Триесте и Фиуме. С 1906 года работал в Нью-Йорке переводчиком иммиграционной службы, учился в Нью-Йоркском университете, в 1910 году получил право адвокатской практики в суде. В 1916 году был избран в Палату представителей конгресса США, однако вскоре покинул эту должность в связи с участием в боевых действиях Первой мировой войны в качестве военного летчика. В 1918 году вернулся к административной работе, в 1922 года переизбран в Палату представителей.

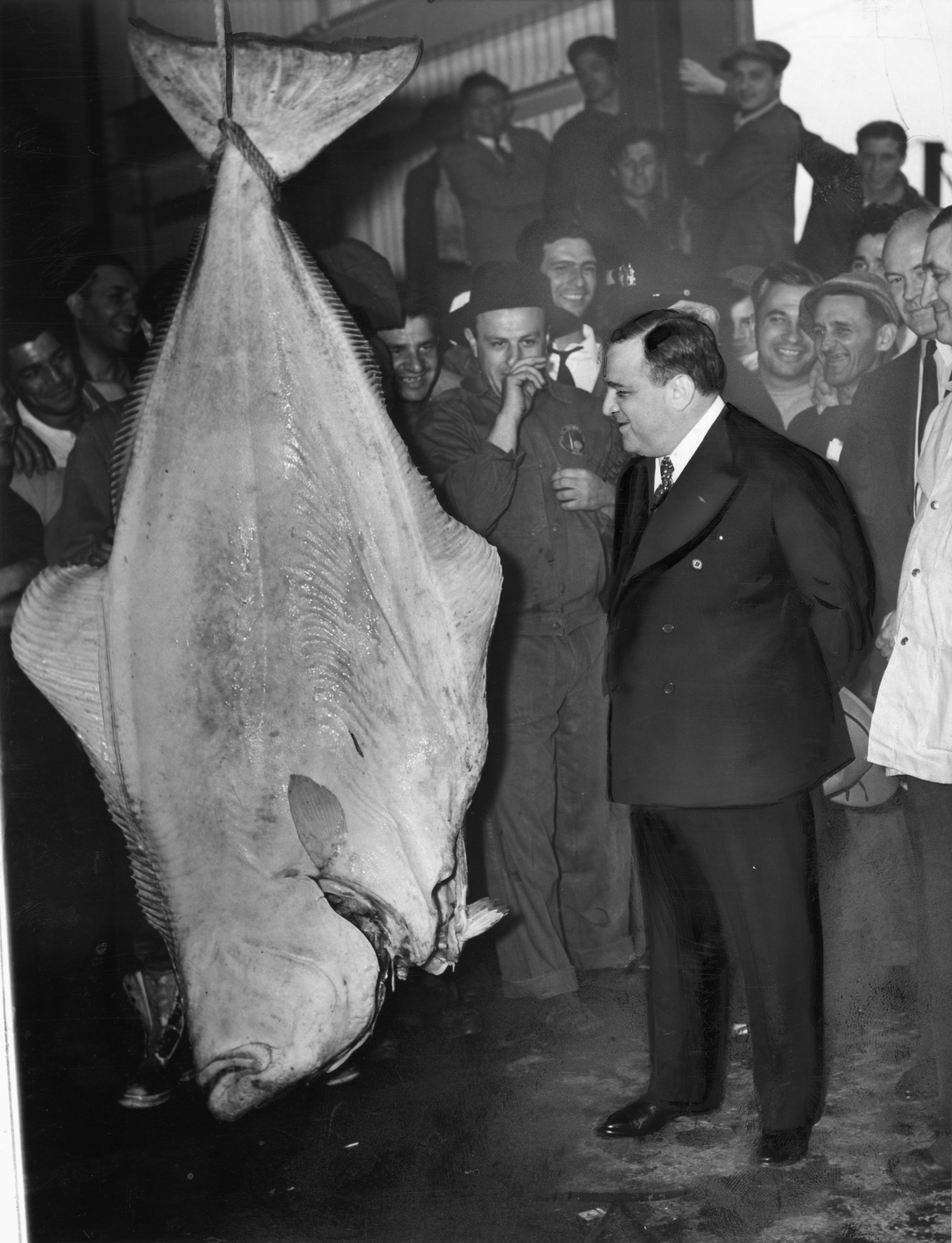
Ла Гуардиа с 300-фунтовым палтусом на рыбном рынке Фултон на Манхэттене, Нью-Йорк, США.

В 1933 году успешно баллотировался в мэры Нью-Йорка. Впоследствии был переизбран на этот пост дважды. В качестве мэра Ла Гуардиа прославился, прежде всего, своей неутомимой борьбой с коррупцией и преступностью (первым делом он отдал приказ арестовать Лаки Лучано, стремясь разрушить стереотип об итальянцах как мафиози) и введением новых социальных программ, существенно повысивших благосостояние малоимущих жителей Нью-Йорка. Немало внимания уделялось и борьбе с последствиями «сухого закона» — организованной преступностью и наркоманией. Много внимания Ла Гуардиа уделял развитию муниципального радиовещания. В 1938 году он пригласил успешного нью-йоркского радиоменеджера Морриса Новика возглавить радиостанцию WNYC, на которой он часто выступал перед радиослушателями в качестве градоначальника. 

## Ла Гуардиа и вопрос о легализации марихуаны
Ла Гуардиа был уверен, что употребление марихуаны может помочь в лечении наркозависимости, и настаивал на продолжении исследований в этом направлении даже тогда, когда по всей стране бушевала антимарихуановая истерия, спровоцированная Комиссаром по наркотикам Г. Анслингером. В ответ на введение «налога на марихуану» Ла Гуардиа организовал комиссию по изучению проблемы марихуаны в Нью-Йорке. Членами комиссии являлись два терапевта, три психиатра, два фармаколога, эксперт по здравоохранению, уполномоченные Управления исправительных учреждений и учреждений здравоохранения, а также директор отделения психиатрии Министерства лечебных учреждений. Комиссия начала исследования в 1940 году и в 1944 году подробно изложила их результаты в докладе «Проблема марихуаны в Нью-Йорке».
Комиссия не нашла никаких доказательств тому, что значительная часть преступлений была связана с марихуаной, равно как и тому, что марихуана провоцирует агрессивное или антисоциальное поведение. Результаты исследований свидетельствовали, что употребление марихуаны не оказывает сексуально-возбуждающего действия и не влечет за собой негативных изменений личности. Не было получено данных, которые свидетельствовали бы о привыкании к ней.
Однако Конгресс США проигнорировал выводы «комиссии Ла Гуардии», а Комиссар по наркотикам ответил на них новой пропагандистской кампанией. В 1949 г. марихуана была объявлена «оружием коммунистов, ослабляющим дух американской нации», и любые дебаты о её безвредности стали невозможны.

## Память
- В честь Ла Гуардии был переименован нью-йоркский аэропорт (в 1953 году), а также центральная улица в районе Тель-Авива Яд-Элияху.
- В 1958 году Джордж Баланчин посвятил Ла Гуардии, как основателю Городского центра музыки и драмы[англ.], свой балет «Звёзды и полосы».
- Биография Ла Гуардии легла в основу мюзикла композитора Джерри Бока и поэта Шелдона Харника «Фьорелло![англ.]», поставленного на Бродвее в 1959 году.
- В 1972 году, к 90-летию со дня рождения Ла Гуардии, Почтовая служба США выпустила марку с его изображением номиналом в 14 центов.
- С 1984 года имя Ла Гуардии носит нью-йоркская Высшая школа Фьорелло Ла Гуардии[англ.], дающая образование в области изобразительного, музыкального и театрального искусства.

## В массовой культуре
В фантастическом романе Хайнлайна «Нам, живущим» (1939) Ла Гуардия упоминается как президент США, который при помощи жесткой политики изоляционизма сумел уберечь страну от бушевавшей в Европе войны.